# Dustin Maldonado
Dustin Maldonado Antelo (Santa Cruz de la Sierra, 18 de marzo de 1990) es un futbolista boliviano. Juega como centrocampista y su equipo actual es Vaca Díez de la Primera División de Bolivia.

## Clubes
| Club                    | País    | Año               |
| ----------------------- | ------- | ----------------- |
| Blooming                | Bolivia | 2009 - 2012       |
| Nacional Potosí         | Bolivia | 2012 - 2013       |
| Blooming                | Bolivia | 2013 - 2015       |
| Real Potosí             | Bolivia | 2015 - 2016       |
| Nacional Potosí         | Bolivia | 2016 - 2017       |
| Universitario de Sucre  | Bolivia | 2017 - 2018       |
| Sport Boys Warnes       | Bolivia | 2019              |
| Real Potosí             | Bolivia | 2020              |
| Mojocoya FC             | Bolivia | 2021              |
| Real Tomayapo           | Bolivia | 2022              |
| Independiente Petrolero | Bolivia | 2023              |
| Vaca Díez               | Bolivia | 2023 - Actualidad |

## Palmarés

### Títulos nacionales
| Título           | Club     | País    | Año           |
| ---------------- | -------- | ------- | ------------- |
| Primera División | Blooming | Bolivia | Clausura 2009 |